# Liste de musées au Luxembourg
Pour les autres articles nationaux ou selon les autres juridictions, voir Liste des musées par pays.
Cet article présente une liste presque exhaustive des musées luxembourgeois par communes.

## Diekirch
- Conservatoire national de véhicules historiques (lb)
- Musée national d'histoire militaire

## Differdange
- Musée Eugène-Pesch (lb)
- Luxembourg Science Center

## Dudelange
- Centre national de l'audiovisuel
- Musée municipal de Dudelange

## Echternach
- Musée de l'abbaye d'Echternach
- Musée de préhistoire (lb)

## Esch-sur-Alzette
- Musée national de la résistance (lb)

## Esch-sur-Sûre
- Musée de la draperie

## Fond-de-Gras
- Parc industriel, naturel et ferroviaire du Fond-de-Gras (Minett Park)

## Luxembourg-Ville
- Am Tunnel
- Casino Luxembourg – Forum d'art contemporain (lb)
- Mémorial de la déportation (lb)
- Musée d'art moderne Grand-Duc Jean (abrégé en MUDAM)
- Musée de la Banque
- Musée Dräi Eechelen
- Musée national d'histoire et d'art (abrégé en MNHA)
- Musée national d'histoire naturelle
- Musée d'histoire de la ville de Luxembourg
- Musée des tramways et de bus de la ville de Luxembourg
- Photothèque de la Ville de Luxembourg
- Villa Vauban

## Mamer
- Musée international d'effets de gendarmerie et police (lb) à Capellen

## Noerdange
- Musée Näerdener Gare

## Grevenmacher
- Musée du jeu de cartes Jean-Dieudonné (lb)

## Rosport
- Musée Tudor (lb)

## Rumelange
- Musée national des mines

## Vianden
- Musée de la caricature et du cartoon de Vianden (lb)
- Musée littéraire Victor-Hugo (lb)

## Wormeldange
- Musée du vin (lb)

## Wiltz
- Château de Wiltz (lb)